# Förste skattkammarlord

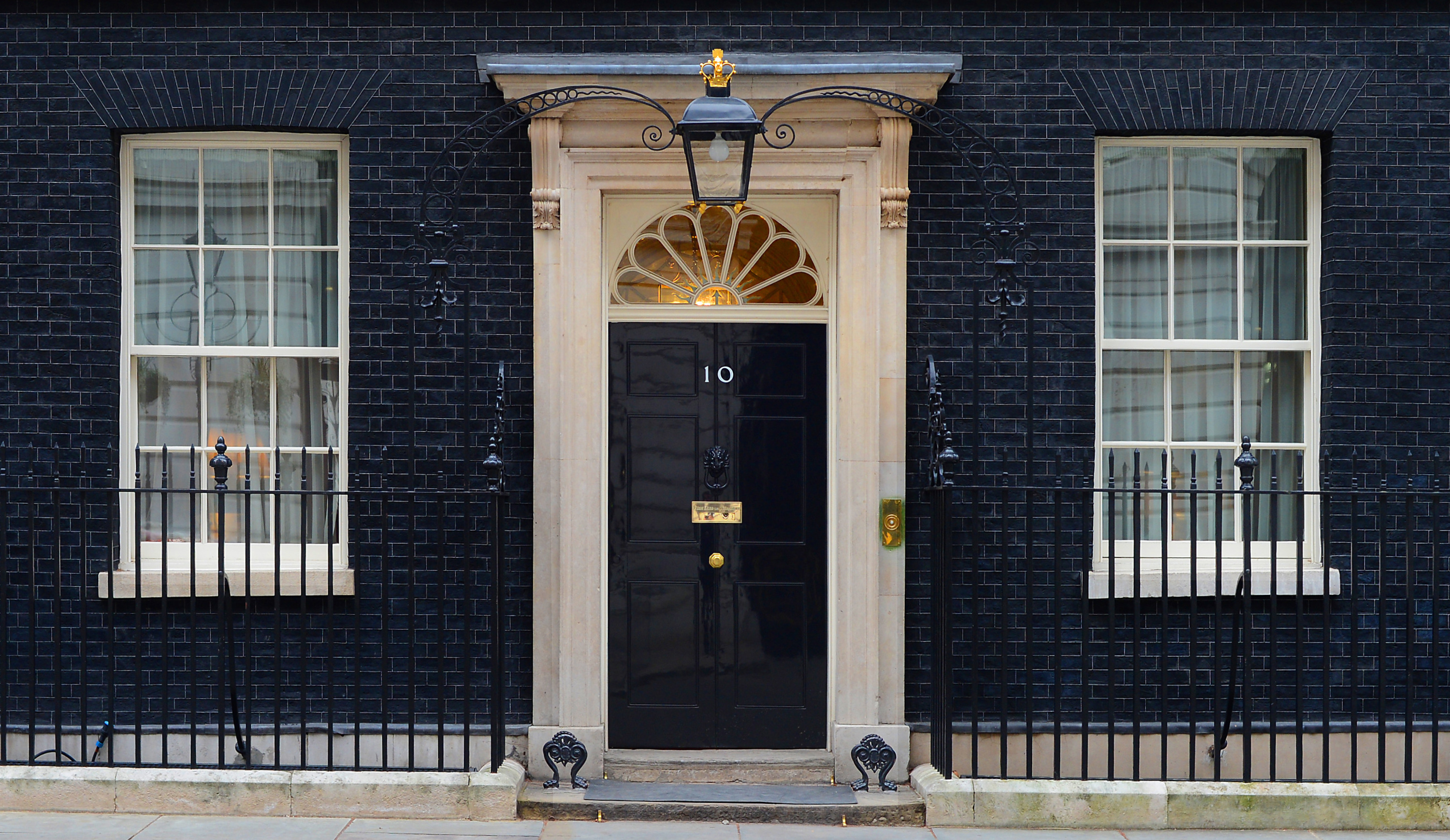
10 Downing Street är förste skattkammarlordens officiella residens. På dörrens metallskylt står det följaktligen First Lord of the Treasury och inget annat.

Förste skattkammarlord (engelska: First Lord of the Treasury) är ordförande för skattkammarlorderna, den kommitté som formellt kontrollerar Storbritanniens finansdepartement (His Majesty's Treasury).
Enligt konstitutionell praxis innehas ämbetet sedan 1841 av Storbritanniens premiärminister. Chef för finansdepartementet är dock Storbritanniens finansminister (Chancellor of the Exchequer), som också är andre skattkammarlord. Övriga skattkammarlorder utses bland regeringspartiernas inpiskare (whip).

## Bakgrund
Titlarna har sin upprinnelse i en kollegium där medlemmarna kallades skattkammarlorder. Denna kommission ersatte ett tidigare ämbete, Lord Treasurer, som motsvarade en riksskattmästare i Sverige. Ämbetsuppgifterna som hörde till det ämbetet övertogs därvid av kollegiet, vilket innebar att styrningen av skattkammaren (HM Treasury, det nuvarande finansministeriet) på den tiden övertogs av den. Kollegiet kvarstår och har alltjämt lagstadgade befogenheter, men sammanträder i praktiken aldrig och är att betrakta som en sinekur.
Funktionen som brittisk premiärminister uppstod informellt under 1700-talet, och ansågs till en början informell och något nedlåtande. Därför har samtliga premiärministrar haft ett annat ämbete vid sidan av befattningen som premiärminister.
Storbritanniens finansminister (engelska: Chancellor of the Exchequer), som även är även andre skattkammarlord (engelska: Second Lord of the Treasury), är den som i praktiken styr HM Treasury.

## Betydelse
I kraft av ämbetet som förste skattkammarlord tar premiärministern en ämbetsed i enlighet med Promissory Oaths Act 1868.
10 Downing Street i London är egentligen förste skattkammarlordens officiella residens, men då befattningarna som premiärminister och förste skattkammarlord sedan 1800-talet uppburits samtidigt av samma person har betydelsen bortom det strikt formella sammansmält.